# SweetS
SweetS（スイーツ）は、かつて存在した日本の女性アイドルグループ。エイベックス・エンタテインメント所属、レーベルはavex traxである。2006年に解散した。

## 略歴
2002年に開催されたオーディション『avex audition 2002』で選ばれた合格者15名のうち5名で結成された。
ユニット結成からデビューまでの過程は2003年4月から始まったテレビ東京系バラエティ番組『プラチナチケット』で、おちまさとプロデュース企画「セルフプロデュースCD 〜はじめてのCDリリース、5人だってできるもんっ」として放送された。8月にはCD発売に先駆けてツアー『a-nation 2003』に参加。お台場で開催された最終日にはメインステージに出演した。8月27日にデビューシングル「LolitA☆Strawberry in summer」を発売。
2005年8月にはワンマンライブツアー『SweetS 1st LIVE TOUR “Earthship〜宇宙船地球号〜”』を東名阪で開催。その後、9月にAKIとAYAが高校受験のため翌年4月まで活動休止に入った。
2名が活動休止中の10月にアルバム『5 elementS』を発売。11月にはHARUNA、MIORI、MAIの3名でレコーディングされたシングル「on the way 〜約束の場所へ〜」を発売した。
2006年3月23日、5人揃ってシングルを発売して本来の体制に戻ったが、6月11日に開催されたニューシングルのリリースイベントをもってSweetSを卒業という形で解散した。
2013年2月19日、デビュー10周年記念同窓会で全員集合。

## メンバー
柏木亜季子（かしわぎ あきこ）
1990年8月24日（34歳）、大阪府出身 - リーダー
吉村綾花（よしむら あやか）
1990年9月22日（34歳）、大阪府出身
竹輪春奈（たけわ はるな）
1991年4月23日（34歳）、長崎県出身
瀧本美織（たきもと みおり）
1991年10月16日（33歳）、鳥取県出身
岩崎舞（いわさき まい）
1991年10月1日（33歳）、長崎県出身

## 作品
順位はオリコン週間ランキング最高位。

### CDシングル
1. LolitA☆Strawberry in summer（2003年8月27日、23位）
2. Love★Raspberry Juice（2003年11月19日、28位）
3. Love like candy floss（2004年2月11日、26位）
4. Grow into shinin' stars/Never ending story/暑中お見舞い申し上げます（2004年6月16日、19位）
5. Sky（2004年11月3日、37位）
6. countdown/oursong 〜別れの詩〜（2005年2月2日、48位）
7. ミエナイツバサ（2005年6月1日、39位）
8. Earthship 〜宇宙船地球号〜（2005年8月10日、42位）
9. on the way 〜約束の場所へ〜（2005年11月2日、62位）
10. Bitter sweets（2006年3月23日、44位）
11. Color of tears（2006年6月7日、60位）

### CDアルバム
1. SWEETS（2004年3月3日、35位）
2. Keep on movin'（2005年2月23日、50位）
3. 5 elementS（2005年10月5日、56位）

### CDベスト・アルバム
1. Delicious 〜Complete Best〜（2006年8月2日、234位）

### 映像作品
1. LolitA☆Strawberry in summer（2003年9月10日）
2. Wings of my heart（2005年7月20日）
3. SweetS 1st LIVE TOUR Earthship 〜宇宙船地球号〜（2005年12月7日）
4. Precious Memories（2006年6月7日）

### 参加作品
1. 1st X'mas（2003年12月10日）
2. 2nd X'mas（2004年12月1日）
3. Girl's BOX 〜Best Hits Compilation〜（2005年3月16日）
4. Girl's BOX 〜Best Hits Compilation Summer〜（2005年7月13日）
5. 3rd X'mas（2005年11月16日）
6. Girl's BOX 〜Best Hits Compilation Winter〜（2005年11月30日）
7. BEST X'mas（2006年12月6日）

### 参加映像作品
1. a-nation ’03 avex summer festa（2003年12月17日）

### タイアップ
| タイトル                    | タイアップ |
| --------------------------- | --- |
| LolitA☆Strawberry in summer | テレビ東京系アニメ『アソボット戦記五九』エンディングテーマ テレビ東京『プラチナチケット』エンディングテーマ テレビ東京『U-15.F スキにさせて!』テーマ |
| Love★Raspberry Juice        | 日本テレビ『AX MUSIC-TV』AX POWER PLAY #044 エポック社「東京フレンドパーク2 フレンドパークへあそびにいこう！！」CMソング                             |
| Love like candy floss       | 日本テレビ『汐留スタイル!』Stylish Play サークルK「デリプラスベーカリー」CMソング                                                                    |
| Grow into shinin' stars     | 日本テレビ『SPORTS MAX』エンディングテーマ 2004読売ジャイアンツ応援ソング                                                                            |
| Never ending story          | TBS 『どうぶつ奇想天外!』エンディングテーマ |
| 暑中お見舞い申し上げます    | 日本郵政公社「暑中見舞葉書」キャンペーンソング |
| Sky                         | テレビ東京系特撮『幻星神ジャスティライザー』エンディングテーマ                                                                                       |
| countdown                   | 日本テレビ 『音楽戦士 MUSIC FIGHTER 』2005年2月オープニングテーマ                                                                                    |
| ミエナイツバサ              | テレビ東京『ぶちぬき』2005年5月エンディングテーマ |
| Earthship 〜宇宙船地球号〜  | テレビ東京系アニメ『うえきの法則』エンディングテーマ                                                                                                 |

## ライブ
主なもの
- SweetS 1st LIVE TOUR Earthship 〜宇宙船地球号〜
  - 2005年8月13日、大阪・アメリカ村FANJ twice
  - 2005年8月14日、名古屋・Electric Lady Land
  - 2005年8月27日、東京・Shibuya O-WEST、昼夜2回公演

## 書籍

### 写真集
- SweetS『SweetS #1』近代映画社、2005年9月10日。ISBN 9784764820449。
- SweetS『Hi MA'AM』近代映画社、2006年6月7日。ISBN 9784764820869。